# Na’omi Blumenthal
Na’omi Blumenthal (hebr. נעמי בלומנטל, ur. 22 listopada 1943 w Biccaron) – izraelska polityk, członkini partii Likud. Została wybrana do składu trzynastego Knesetu w 1992 roku, a także szesnastego w 2003 roku.
W 2006 Blumenthal postawiono zarzuty korupcji. Została skazana na karę 10 miesięcy pozbawienia wolności i zapłacenie grzywny.